# Trans Media Watch
Trans Media Watch (TMW) est une association caritative britannique qui vise à s'assurer que les personnes transgenres et intersexes « sont traitées avec exactitude, dignité et respect par les médias au Royaume-Uni ». Elle a débuté en tant que groupe Facebook en 2009, en collectant des exemples de transphobie au Royaume-Uni dans les médias grand public, et en fournissant des informations.
TMW commente et renseigne les questions liées à la représentation de la communauté transgenre au Royaume-Uni, en travaillant avec les organismes de réglementation, les radiodiffuseurs, les organisations de presse, les sociétés de production indépendantes, les journalistes, et les politiciens, pour améliorer la représentation des personnes transgenres et intersexes dans les médias.
TMW conseille également les personnes transgenres qui ont été sollicitées par les médias.

## Recherche
En avril 2010, TMW a publié : « How Transgender People Experience the Media », qui décrit les résultats d'une étude menée entre novembre 2009 et février 2010, qui renseigne sur la façon dont les personnes transgenres se sentent à propos des médias qui les présentent. La recherche a conclu que les caractérisations des personnes trans dans les médias étaient humiliantes et dégradantes, et qu'ils jouaient un rôle important en encourageant les préjugés et les abus envers la communauté.

### Mémorandum d'entente
En mars 2011, le radiodiffuseur britannique Channel 4 est devenu le signataire du Mémorandum d'entente (ME) de TMW, un document qui appelle à une meilleure représentation des personnes trans dans les médias. En mai 2011, Women in Journalism est devenu l'un des signataires, reconnaissant que le meurtre de l'éminente défenseuse des droits de l'Homme et femme trans, Sonia Burgess, est préjudiciable et résulte de la couverture médiatique. Le journal The Observer, a également pris acte du commentaire de TMW sur les raisons de la mort de Burgess, disant qu'il y a "besoin de sensibilité et de respect" quand des histoires de personnes transgenres sont relatées.
Le lancement du MoU, s'est tenu à Channel 4 siège de Londres où Lynne Featherstone, Ministre des égalités, a déclaré : "Félicitations à Trans Media Watch pour cette brillante initiative, et à Channel 4 pour être le premier organisme de radiodiffusion à le signer".

## Trans Media Action
En septembre 2011, Trans Media Watch et On Road Media a lancé l'initiative Trans Media Action, avec le soutien de la BBC et de Channel 4. Trans Media Action se composait d'une série d'ateliers et d'autres initiatives visant à faciliter la compréhension entre les personnes transgenres et les journalistes. Trans Media Action est maintenant connue comme All About Trans.

## Enquête Leveson
En décembre 2011, Trans Media Watch a présenté un mémoire à la commission Leveson sur « la culture, les pratiques et l'éthique de la presse », dans lequel il la décrit « contraire à l'éthique, et les traitements des personnes transgenres et intersexes par la presse britannique sont souvent horribles et humiliants ».
En février 2012, un représentant de Trans Media Watch en a donné la preuve en personne.